# Santa Maria della Pace
Santa Maria della Pace ou Igreja de Santa Maria da Paz é uma igreja titular de Roma, Itália, localizada nos arredores da Piazza Navona.
O atual cardeal-presbítero do título de Nossa Senhora da Paz é Francisco Javier Errázuriz Ossa, arcebispo-emérito de Santiago do Chile.

## História
O edifício atual foi construído sobre as fundações da igreja anterior, Sant'Andrea de Aquarizariis, em 1482, encomendada pelo papa Sisto IV. A igreja foi re-dedicada à Virgem Maria para lembrar um sangramento milagroso de uma Madona, ocorrido no local em 1480. O autor do projeto original é desconhecido, mas teorias apontam para Baccio Pontelli.
Entre 1656 e 1657, o papa Alexandre VII ordenou a restauração do edifício e encarregou a obra a Pietro da Cortona, responsável por adicionar a famosa fachada barroca que se projeta a partir de suas alas côncavas: este efeito, projetado para simular um palco teatral, se compõe em dois andares e é acedido por um pronau semi-circular ladeado por colunas dóricas pareadas. A igreja se projeta até quase preencher completamente a minúscula praça em frente; diversas casas medievais tiveram que ser demolidas por Pietro da Cortona para criar o diminuto espaço trapezoidal. Esta recém-criada praça tinha o benefício adicional de facilitar o retorno das charretes que eram a última moda da nobreza romana da época.
A inscrição na arquitrave do pórtico é do Salmo 72: SUSCIPIANT MONTES PACEM POPULO ET COLLES IUSTITIAM («Os montes e os outeiros, em justiça, Produzam paz para o povo.» (Salmos 72:3)). Esta referência aos "montes" do brasão da família Chigi, de Alexandre VII, é, presumivelmente, uma alusão aos benefícios de seu pontificado. Temas com folhas de carvalho, outro emblema dos Chigi, também aparecem na fachada.

## Interior
O acesso à igreja se dá através da porta original do século XV e revela o interior, com uma nave curta de abóbadas cruciformes e uma tribuna encimada por uma cúpula. Cortona articulou o interior da cúpula com caixotões octogonais e uma série de nervuras que irradiam da lanterna. É um primoroso exemplo primitivo da combinação destas duas formas de decoração cupular que foi depois empregada por Bernini em suas igrejas tardias em Ariccia e Castelgandolfo.
Carlo Maderno projetou o altar-mor (1614) para emoldurar o venerável ícone da "Madona com o Menino".

### Capela Chigi
Rafael começou a pintar o afresco das "Quatro Sibilas Recebendo Instruções Angélicas" (1514) sobre o arco da Capela Chigi, encomendada pelo banqueiro papal Agostino Chigi. A "Deposição" sobre o altar é de Cosimo Fancelli.

### Capelas Cesi e Ponzetti
A segunda capela à direita, a "Capela Cesi", foi projetada por Antonio da Sangallo, o Jovem, e abriga uma belíssima decoração renascentista no arco, obra de Simone Mosca, além de outros afrescos menores, a "Criação de Eva" e o "Pecado Original", de Rosso Fiorentino.
Na primeira capela à esquerda, a "Capela Ponzetti", estão importantes afrescos renascentistas de Baldassarre Peruzzi, que é melhor conhecido como arquiteto. A segunda capela ostenta mármores retirados das ruínas do Templo de Júpiter Capitolino.
A tribuna tem pinturas de Carlo Maratta, Peruzzi, Orazio Gentileschi, Francesco Albani e muitos outros.
Uma característica principal da igreja e do complexo monástico é o Claustro de Bramante. Construído entre 1500 e 1504 para o cardeal Oliviero Carafa, foi a primeira obra de Donato Bramante na cidade. Ele é constituído de dois níveis, o primeiro articulado por pilastras rasas apoiados por uma arcada; o segundo também conta com pilastras apoiadas em arcadas, um design quem é verticalmente contínuo com o nível anterior, mas com colunas no meio dos espaços de cada arco (vide imagem).

## Igreja homônima
Existe uma igreja homônima em Roma, Santa Maria della Pace ai Parioli (ou Igreja Prelatícia de Santa Maria da Paz), no bairro Parioli. É a sede central e igreja prelatícia do Opus Dei, onde está sepultado São Josemaria Escrivá.

## Galeria

Imagens da igreja
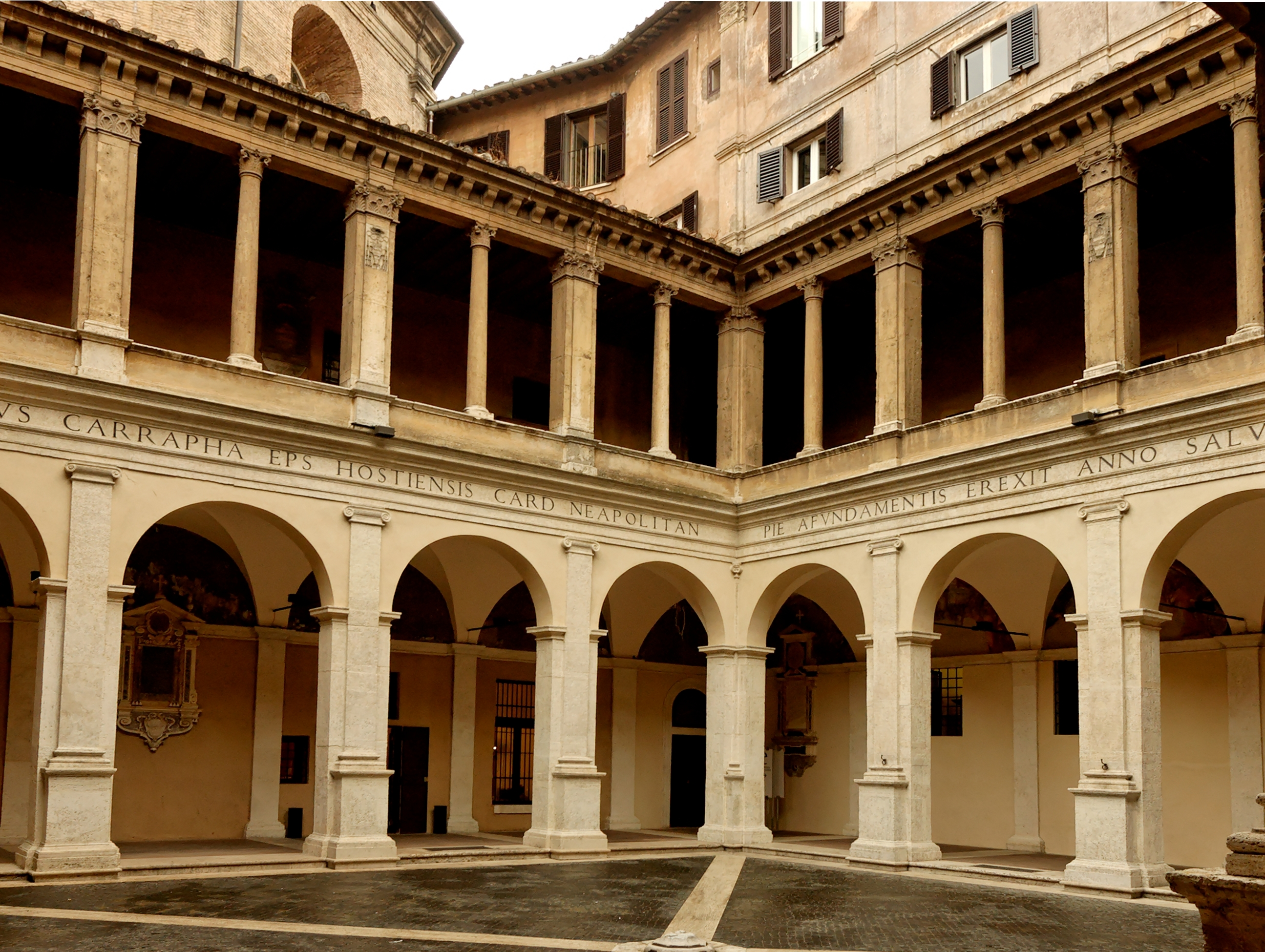
Claustro.
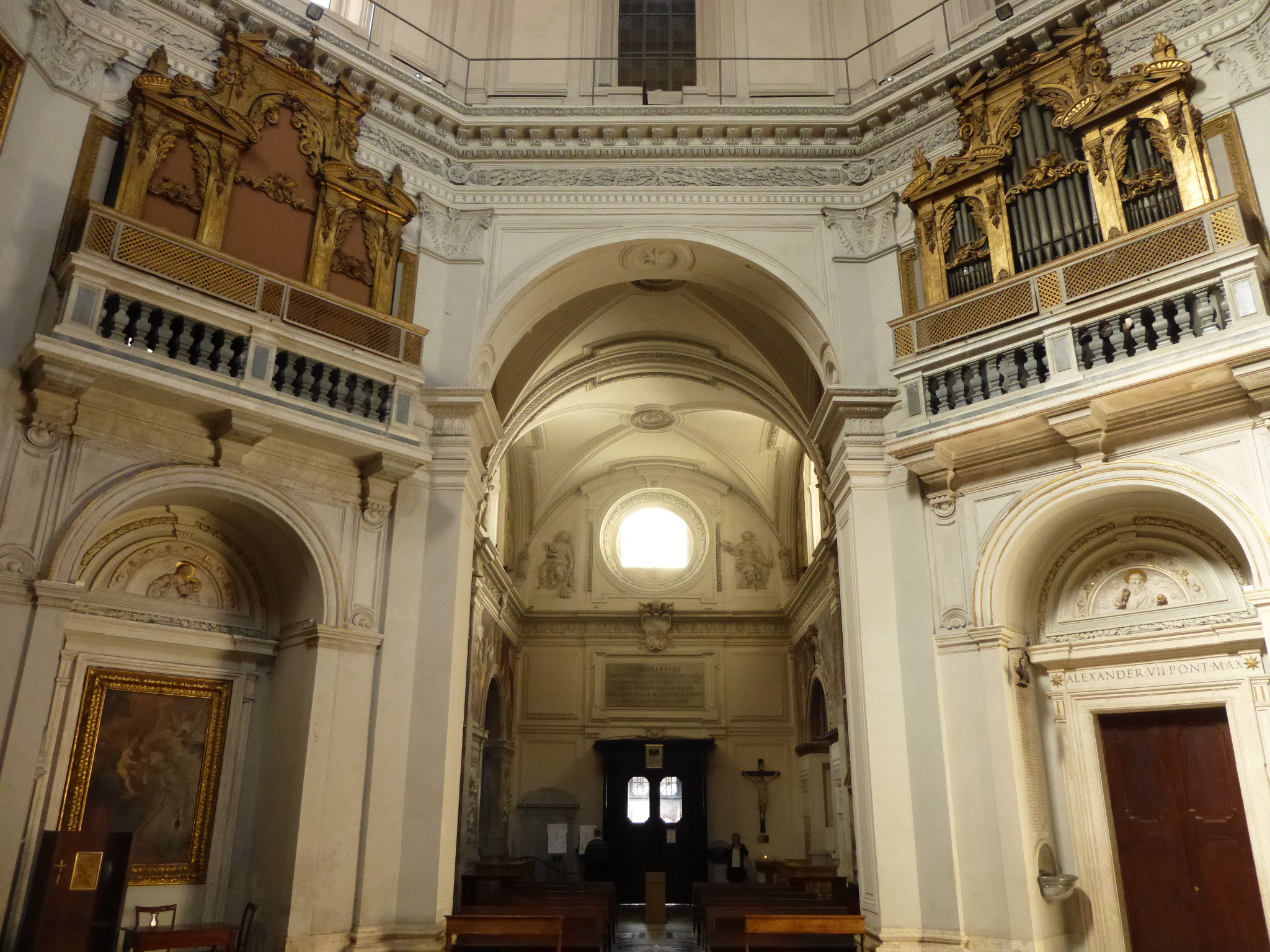
Contra-fachada.
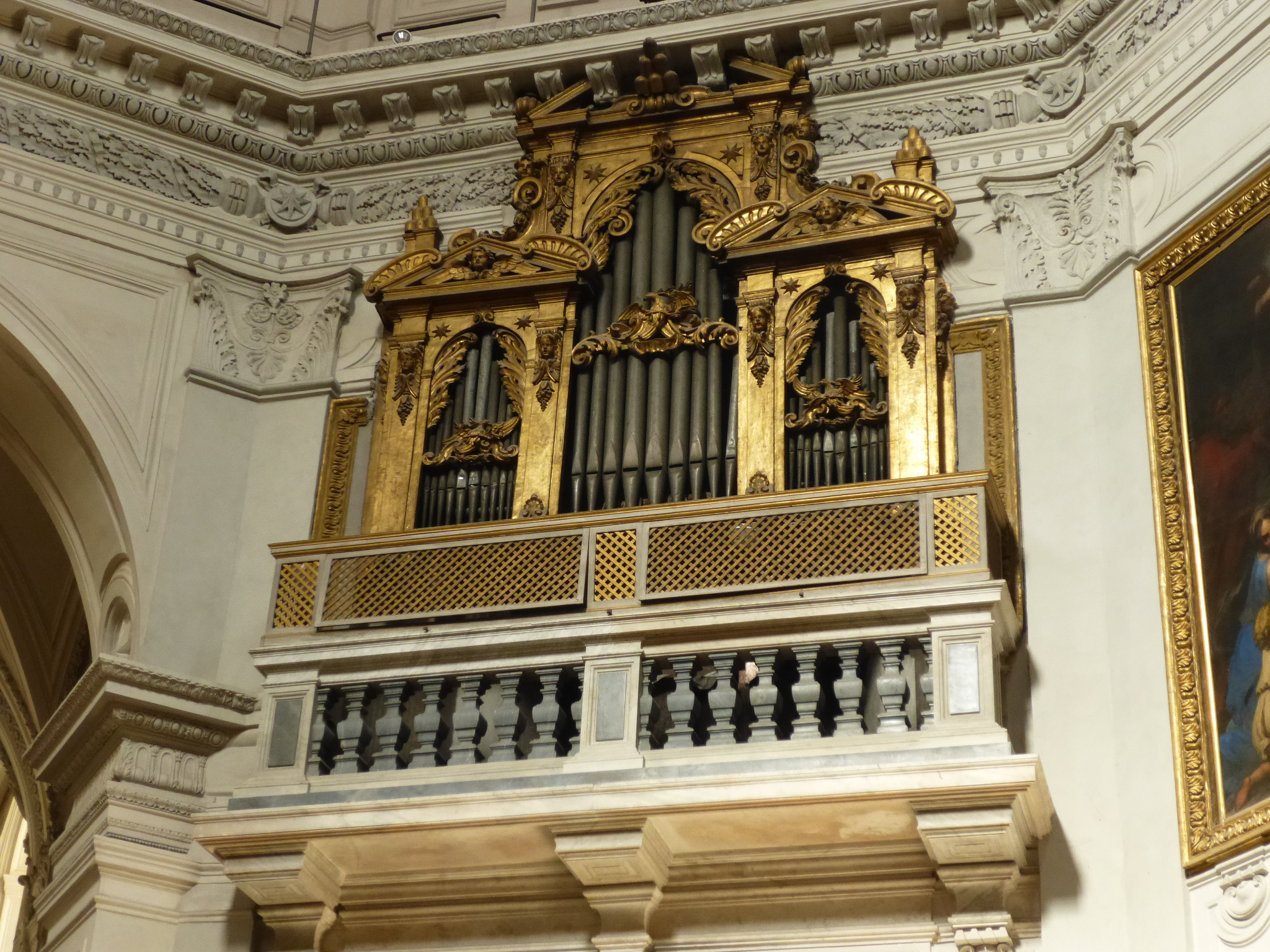
Órgão.
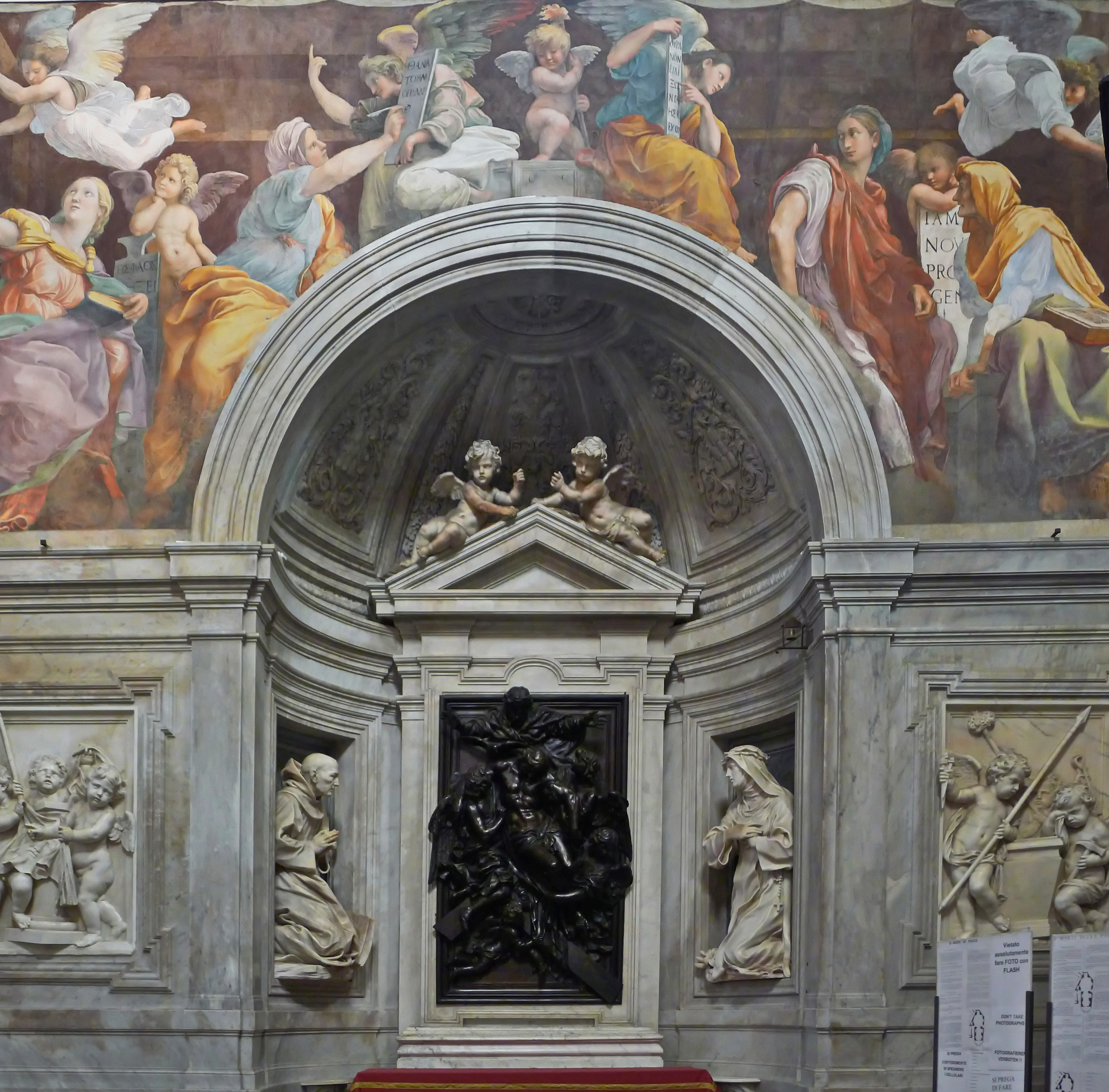
Capela Chigi.
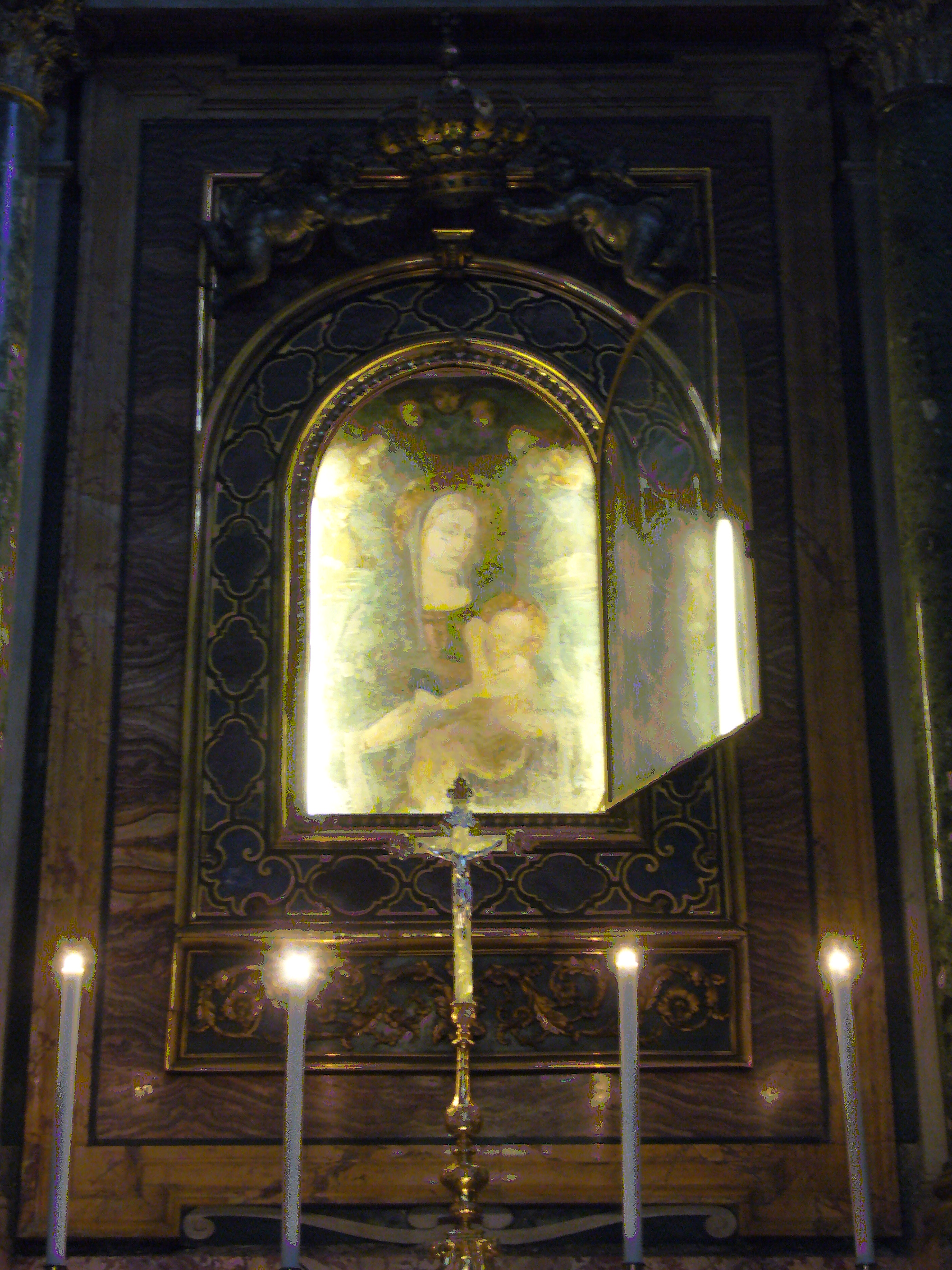
"Madonna della Pace".